# ان‌جی‌سی ۶۸۷۱
ان‌جی‌سی ۶۸۷۱ (انگلیسی: NGC 6871) یک خوشه باز کوچک و جوان در صورت فلکی ماکیان است.